# Либанов, Максим Валентинович
Либанов Максим Валентинович (род. 9 апреля 1971 года, г. Ангарск, СССР) — российский физик, учёный в области квантовой теории поля и физики элементарных частиц. Профессор Российской академии наук (2016). Директор Института ядерных исследований РАН. Член-корреспондент РАН с 2022 года.

## Биография
- В 1988 окончил среднюю № 10 города Ангарска. Ученик народного учителя России Валентины Афанасьевны Васильевой[2].
- В 1994 окончил физический факультет Московского государственного университета им. М. В. Ломоносова (1994) и там же аспирантуру (1997).
- В 1997 году под руководством Валерия Рубакова защитил кандидатскую диссертацию и был принят на работу в Институт ядерных исследований РАН (ИЯИ РАН)[1].
- В 2009 году защитил докторскую диссертацию на тему «Физика частиц и космология в моделях с дополнительными пространственными измерениями и с нарушением Лоренц-инвариантности»[3].
- В 2014 году назначен заместителем директора ИЯИ РАН по научной работе.
- С ноября 2020 года — директор ИЯИ РАН[1].

## Профессиональная деятельность
- Области научных интересов — квантовая теория поля, физика элементарных частиц и космология. Автор более 50 научных публикаций по квантовой теории поля, физике за пределами Стандартной модели, модифицированным теориям гравитации и моделям развития ранней Вселенной.
- Ведёт активную педагогическую и научно-организационную деятельность. Читает курсы лекций на физическом факультете МГУ и в МФТИ. Является заведующим базовой кафедрой МФТИ «Фундаментальные взаимодействия и космология». Является членом учёного совета ИЯИ РАН, членом редколлегий журнала «Теоретическая и математическая физика» и «Известия РАН (Серия физическая)», экспертом РАН, входит в состав оргкомитета международного семинара «Кварки» и Ломоносовской конференции[1].

## Научные достижения
Основные результаты:
- Предложены естественное объяснение происхождения трёх фермионных поколений, а также наблюдаемого отличия массовой матрицы заряженных фермионов от массовой матрицы нейтрино.
- Предложены модели с нарушением лоренц-инвариантности, позволяющие объяснить наблюдаемое современное ускоренное расширение Вселенной.
- Создан механизм генерации первичных скалярных возмущений во Вселенной, отличный от инфляционного, а также проанализированы специфические свойства возмущений плотности, характерные для данного механизма: статистическая анизотропия, негауссовость специального вида, наклон спектра.

## Публикации
- Статьи Либанова Максима Валентиновича на портале Math-Net.Ru
- Либанов М. В., Рубаков В. А., Троицкий С. В. Многочастичные процессы и квазиклассика в бозонных теориях поля // ЭЧАЯ, т. 28, в. 3, 1997, с. 551—614.
- Либанов М. В. Многомерные миры // «МГУ», 20 октября 2011 г.

## Признание
- В 2006 году награждён Медалью Российской академии наук для молодых учёных[5].
- В период 2005—2013 гг. неоднократный победитель конкурса фонда «Династия»[6][7].
- В 2016 году присвоено почётное звание профессора РАН[8].
- В 2020 году занесён в Книгу Почёта ИЯИ РАН[9].
- В 2022 году избран членом-корреспондентом РАН по Отделению физических наук.
- Медаль ордена «За заслуги перед Отечеством» II степени (15 февраля 2024 года) — за большой вклад в развитие отечественной науки, многолетнюю плодотворную деятельность и в связи с 300-летием со дня основания Российской академии наук[10].